# Hogna hippasimorpha
Hogna hippasimorpha är en spindelart som först beskrevs av Embrik Strand 1913.  Hogna hippasimorpha ingår i släktet Hogna och familjen vargspindlar. Inga underarter finns listade i Catalogue of Life.